# Cool Bikes
Cool Bikes (Bicis que Molan en España y Bicicletas Cool en  Hispanoamérica) es el octavo episodio de la tercera temporada de Regular Show. Es el episodio número 48 de la serie en general. El episodio trata de que Mordecai y Rigby al tratar de que Benson les devuelva las llaves del carrito del parque, terminan siendo juzgados por un tribunal galáctico por ser demasiado cool. Se estrenó el 7 de noviembre del 2011.

## Argumento
Después de tomar un carrito del parque para dar un paseo, Benson le quita el carrito a Mordecai y Rigby y lo reemplaza con dos bicicletas manuales después de ver que está en mal estado. Mordecai y Rigby hacen un trato con Benson de que si admite que son cool, debe devolverles el carrito. Mordecai y Rigby primero rediseñan las bicicletas y van a la tienda de ropa, Das Coolest, para comprar ropa genial y demostrarle a Benson que son cool. Después de un montaje de ellos recibiendo ropa nueva y Benson diciendo que no son cool, la gente da vueltas alrededor de Rigby, Mordecai y Benson. Pero sigue afirmando que no son cool. Entonces Mordecai dice que no les importa lo que piense Benson. Después de que dice eso, Mordecai y Rigby son arrestados por ser demasiado cool. Luego son teletransportados a la Intergalactic Cool Court, una estación espacial que se parece a la estrella de la muerte con un par de anteojos obturadores.
Mientras están en la corte, el abogado acusador primero saca a Musculoso y Fantasmano para preguntar si Mordecai y Rigby son cool o no, a lo que Musculoso responde que "se veían muy bien". Después, el abogado saca a relucir al empleado de Das Coolest que dice que eran "los tipos menos geniales de la historia" hasta que trajeron toneladas de dinero a su tienda. Justo antes de que los dos fueran declarados culpables, le dijeron a Gary que trajera a Benson como testigo. Llega al estrado y finalmente afirma que Mordecai y Rigby son los tipos más cool que conoce. Eso lleva al juez a decir que los dos son culpables de ser demasiado cool y que el castigo es la muerte. Benson al percatarse del juramente, ayuda a Mordecai y Rigby a escapar.
Justo antes de que se vayan a través de un teletransportador, Mordecai arroja una bicicleta a una antena parabólica que hace que toda la nave explote antes de que regresen a la Tierra. El episodio termina cuando Mordecai le pregunta a Benson si pueden devolverle el carrito, a lo que él se ríe al principio, y prosigue a decirles que no.

## Reparto de Voces
- J. G. Quintel como Mordecai
- William Salyers como Rigby & Policía cool #2
- Sam Marin como Benson Dunwoody, Papaleta Maellard & Mitch "Musculoso" Sorrenstein
- Mark Hamill como Skips & Polícia cool #1
- Robin Atkin Downes como Gary & Bruce Jillenstein
- Courtenay Taylor como Reportera de la Corte Cool